# Mount Koob
Mount Koob ist ein 1601 m hoher Berg an der Dufek-Küste der antarktischen Ross Dependency. Im Königin-Maud-Gebirge ragt er als höchste Erhebung der Mayer Crags 6 km nordwestlich des Mount Ferguson auf.
Das Advisory Committee on Antarctic Names benannte ihn 1966 nach dem US-amerikanischen Biologen Derry D. Koob (* 1933), der zwischen 1964 und 1966 in zwei aufeinanderfolgenden antarktischen Sommerkampagnen im Rahmen des United States Antarctic Research Program auf der McMurdo-Station tätig war.